# Charles Vandenhove

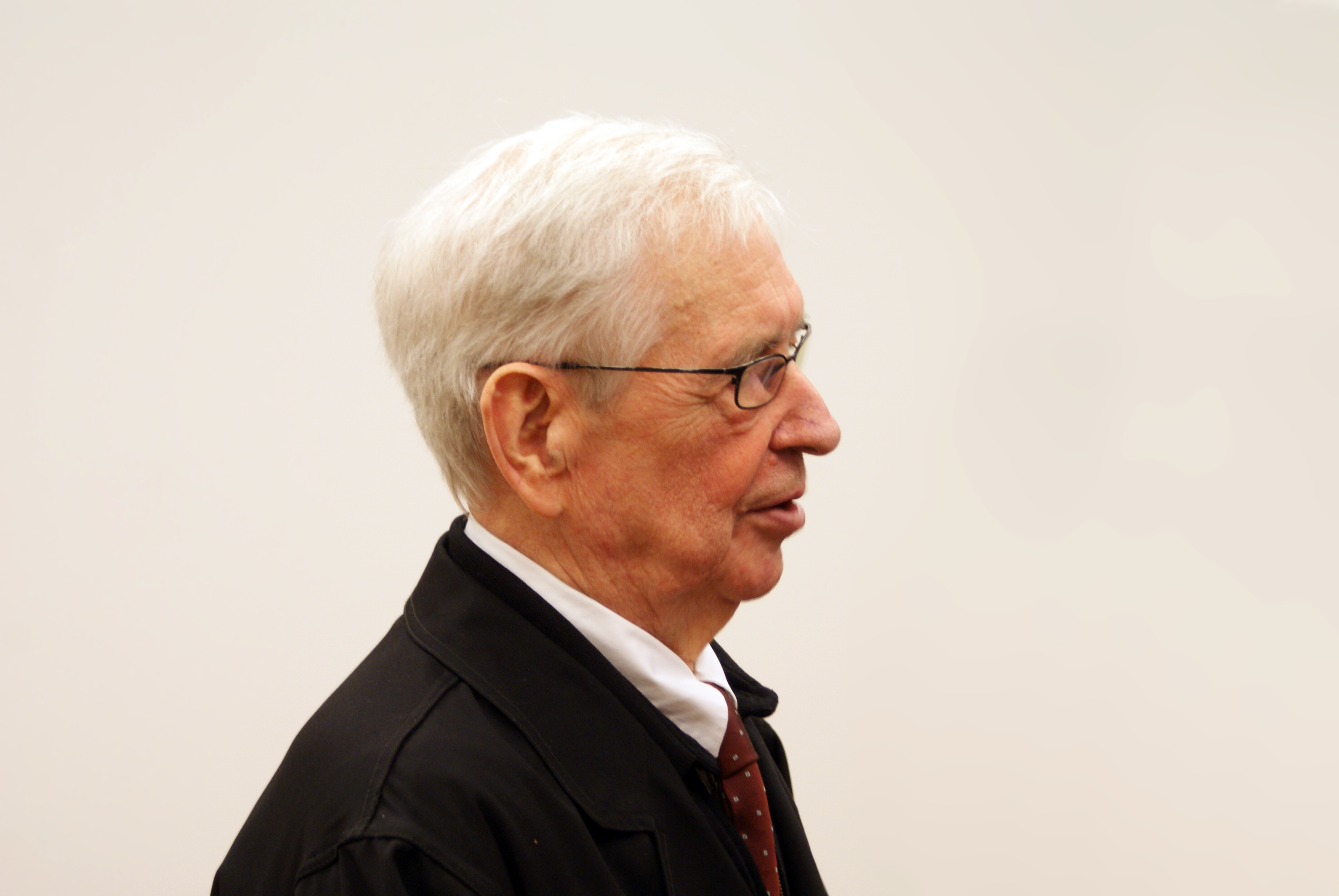
Charles Vandenhove (2010)

Charles Vandenhove (* 3. Juli 1927 in Teuven; † 22. Januar 2019 in Lüttich) war ein belgischer Architekt und Stadtplaner.

## Leben
Vandenhove stammte aus einer Familie von Landwirten und wurde auf einem Bauernhof von Schloss «Hof De Draeck» geboren. Im Jahr 1933 zog die Familie um und ließ sich auf dem Hof Thier Nagant (Julémont) nieder, einem Bauernhof aus dem 18. Jahrhundert, der auf einem Hügel im Herver Land lag. Als zweites Kind von vier Brüdern und fünf Schwestern wächst er in einer katholischen und eher konservativen Familie auf.
Er studierte zuerst ab 1945 an der Hochschule Saint-Luc in Lüttich und beendete seine Studien 1951 an der École nationale supérieure des arts visuels de La Cambre (ENSAV), bekannt als La Cambre, in Brüssel. Von 1951 bis 1957 arbeitete er mit dem Architekten Lucien Kroll zusammen, den er aus dem Studium in Lüttich und Brüssel kannte.
Bekanntheit erlangte Vandenhove mit seinen Entwürfen für den Sart-Tilman-Campus der Universität Lüttich in den 1970er Jahren, darunter das Universitätskrankenhaus, eine Bibliothek und ein Komplex mit Labors sowie das Studentenwohnheim Lucien Brull, ein 45 Meter hoher Turm. Außerdem entwarf er eine Sporthalle für den Fußballverein Standard Lüttich. Mit seinem Projekt Cour Saint-Antoine im Zentrum von Lüttich hat Vandenhove gezeigt, dass sich moderne, funktionalistische Ideen mit dem Respekt für die historische Bausubstanz alter Städte verbinden lassen.
Seit den 1990er Jahren erhielt er auch Aufträge im Ausland: in Paris das Théâtre des Abesses und in den Niederlanden über 20 Wohnprojekte in verschiedenen Städten. In Flandern baute Vandenhove einen Pavillon für den Middelheim-Park in Antwerpen. Er arbeitete unter anderem mit Künstlern wie Daniel Buren, Sol LeWitt, Sam Francis, Niel Toroni, Leon Wuidar, Giulio Paolini und anderen zusammen.
Vandenhove gab 2007 seine Kunstsammlung mit mehr als 300 Werken dem Maastrichter Bonnefantenmuseum als Dauer-Leihgabe. 2016 vermachte er seine Kunstwerke der Universität Gent und stellte zudem auch die Mittel für die Realisierung eines Gebäudes für ein Studienzentrum zur Verfügung.
2016 wurde Charles Vandenhove von der Universität Lüttich zum Doktor honoris causa ernannt. 2012 wurde er assoziiertes Mitglied der Académie royale des Sciences, des Lettres et des Beaux-Arts de Belgique.
Charles Vandenhove war seit 1957 verheiratet mit Jeanne Belvaux und starb am 22. Januar 2019 im Alter von 91 Jahren in Lüttich.

## Bauten und Projekte (Auswahl)
- Die Sporthallen von Lüttich 1961

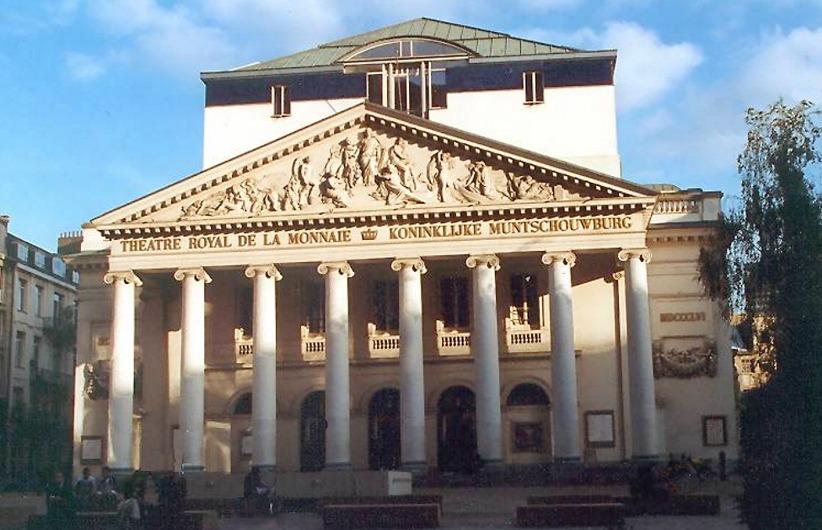
Monnaie-Theater, Brüssel

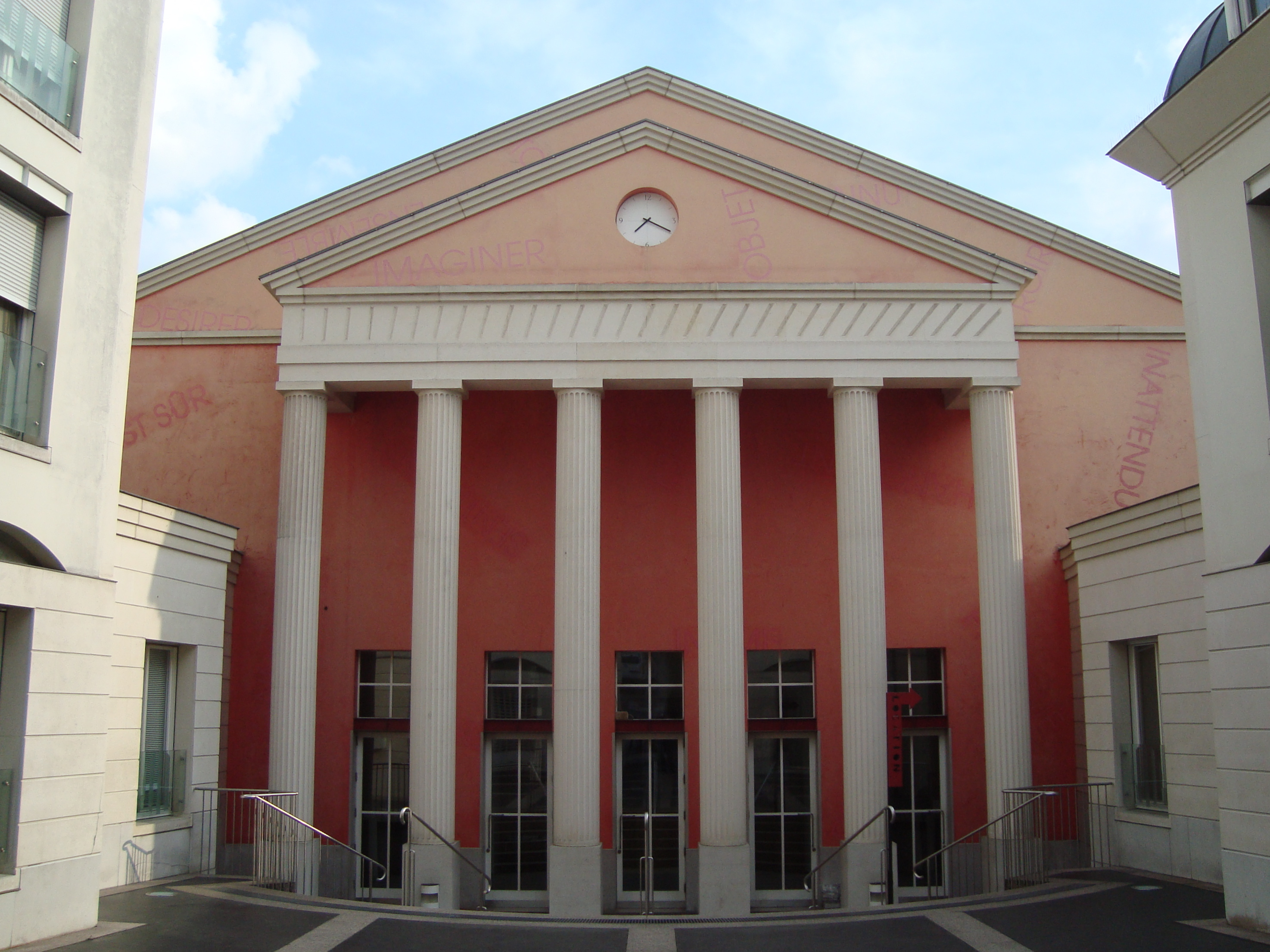
Théâtre des Abbesses, Paris

- Die Renovierung des Monnaie-Theaters in Brüssel
- Bau des Universitätskrankenhauses C.H.U. von Lüttich, Sart Tilman
- Renovierung der Cour Saint-Antoine in Lüttich.
- Renovierung des Hôtel Torrentius in Lüttich, einem Palast aus dem 16. Jahrhundert.
- Renovierung des Théâtre des Abbesses in Paris – Montmartre.

Die meisten seiner bedeutenden Projekte wurden aber in den Niederlanden verwirklicht, so in Amsterdam, Den Haag, Dordrecht, Breda, ’s-Hertogenbosch, Eindhoven, Maastricht, aber auch in London.

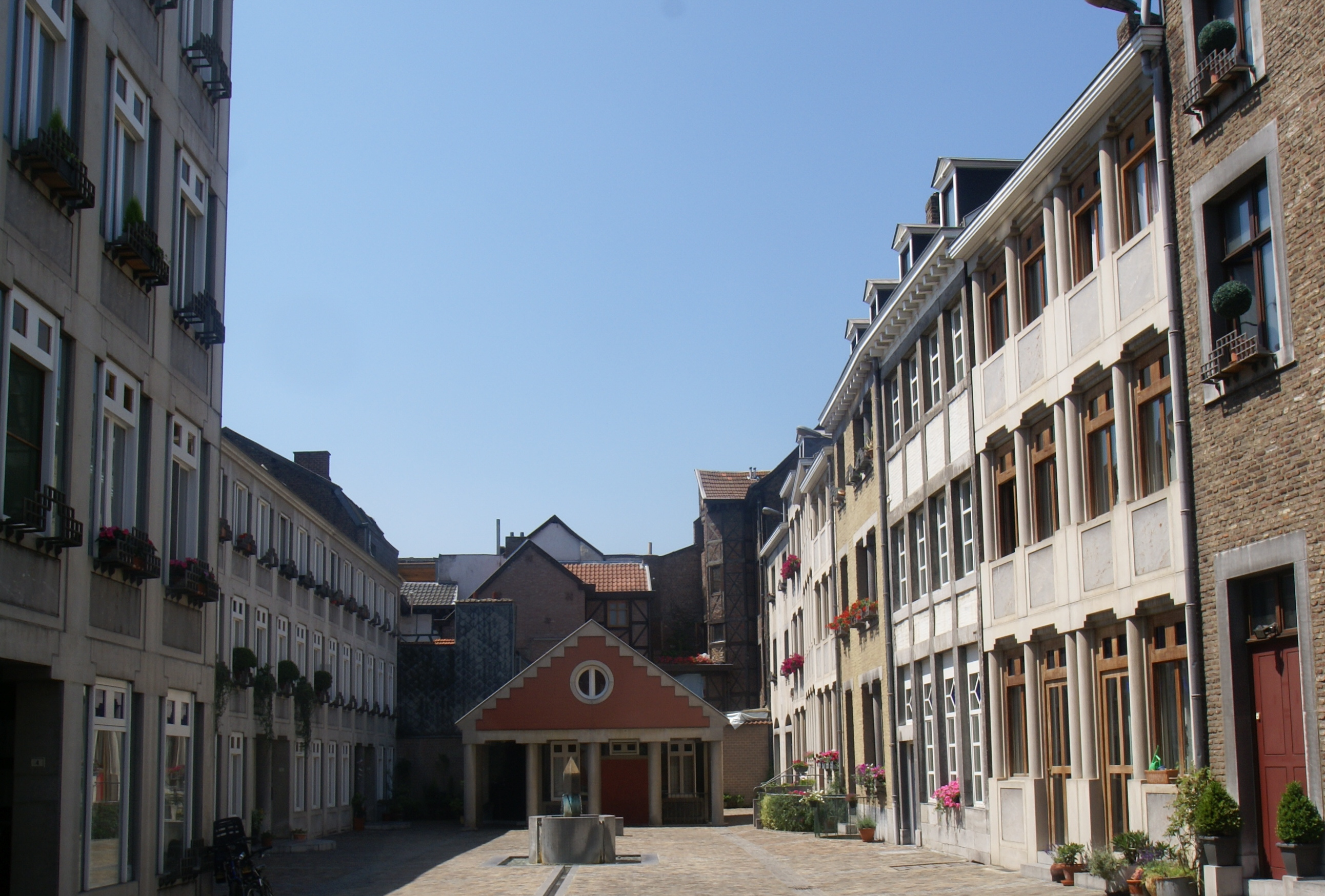
Lüttich, Cour Saint-Antoine
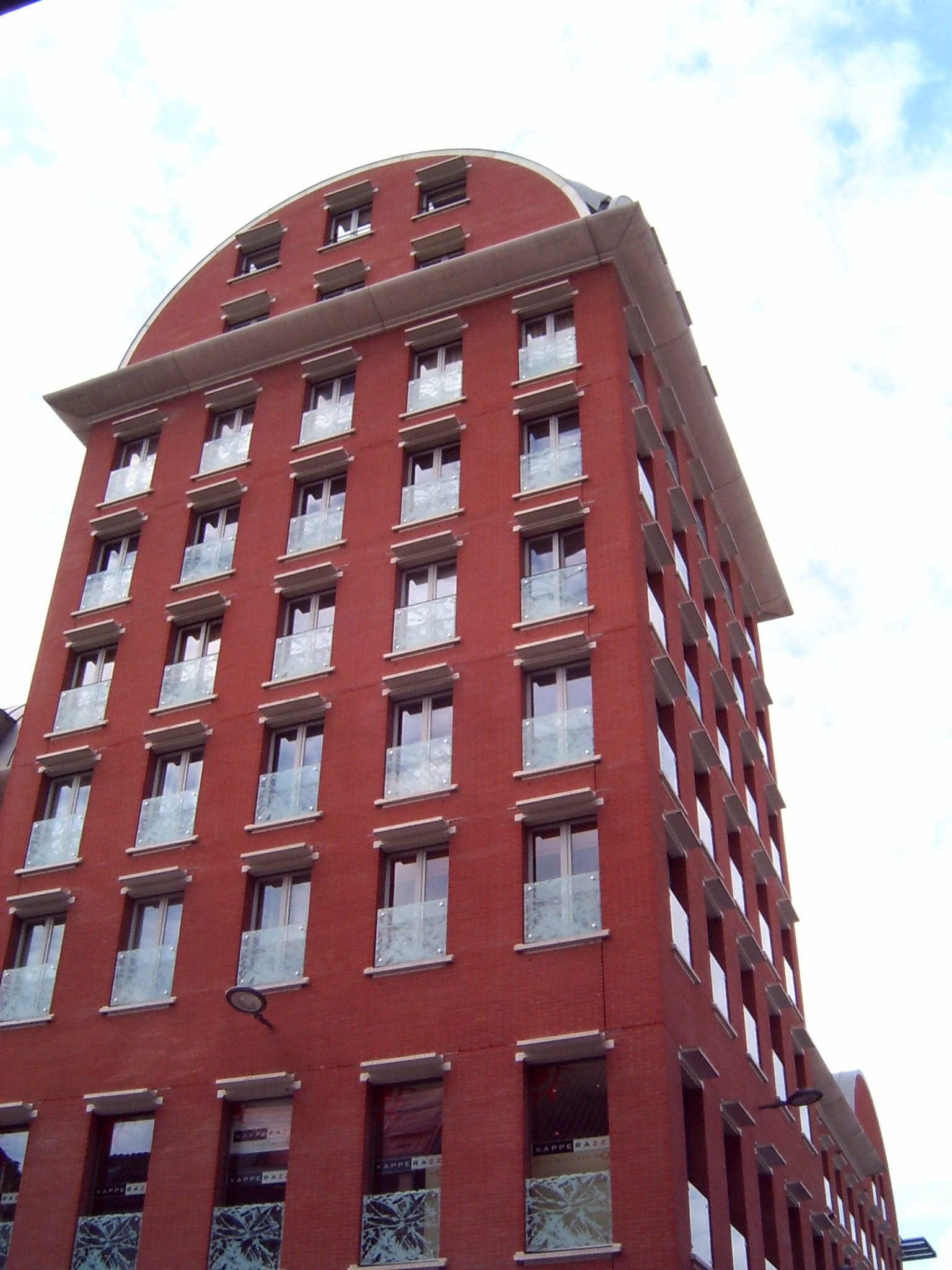
Dordrecht, Statenplein
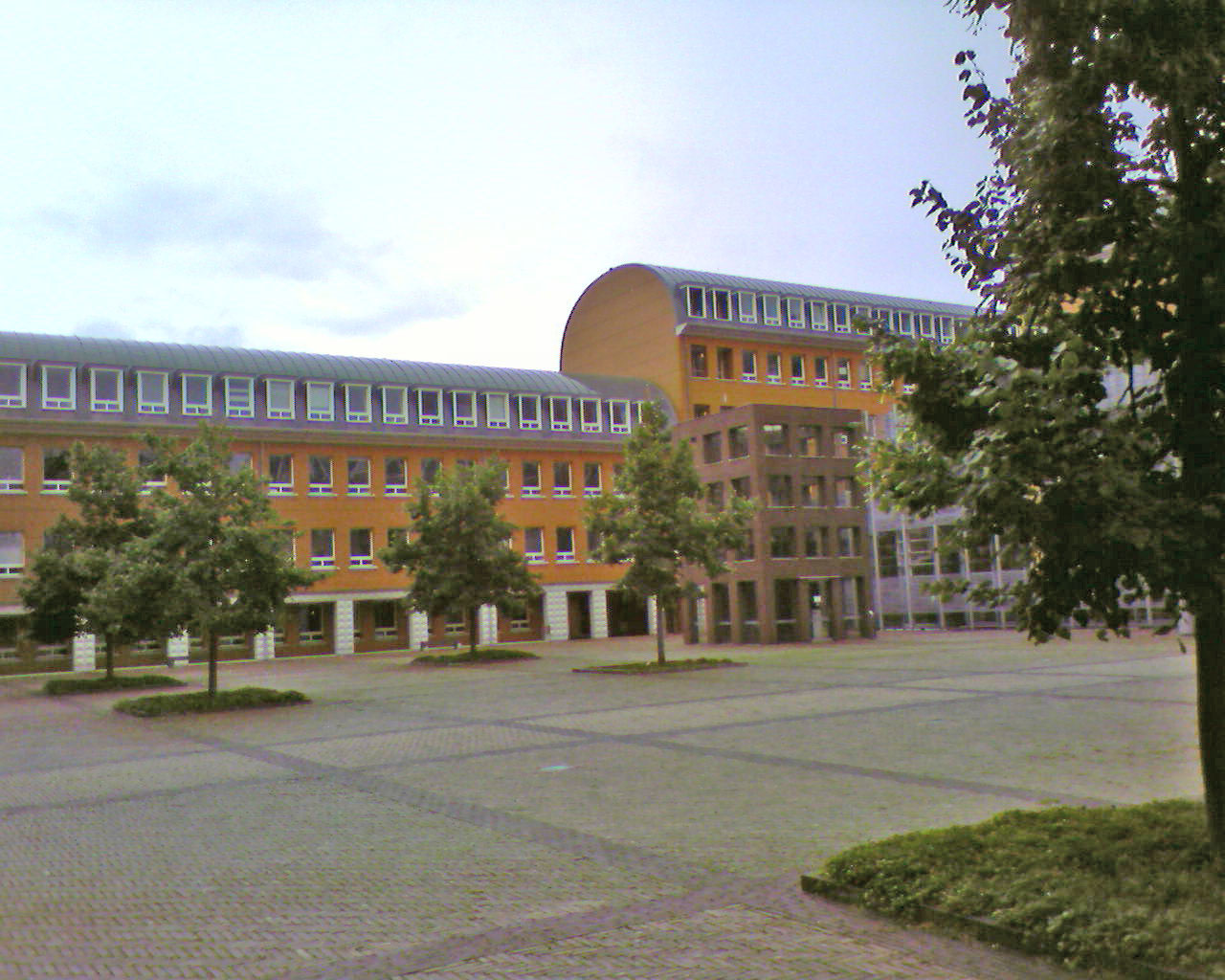
Den Bosch, Gerichtsgebäude
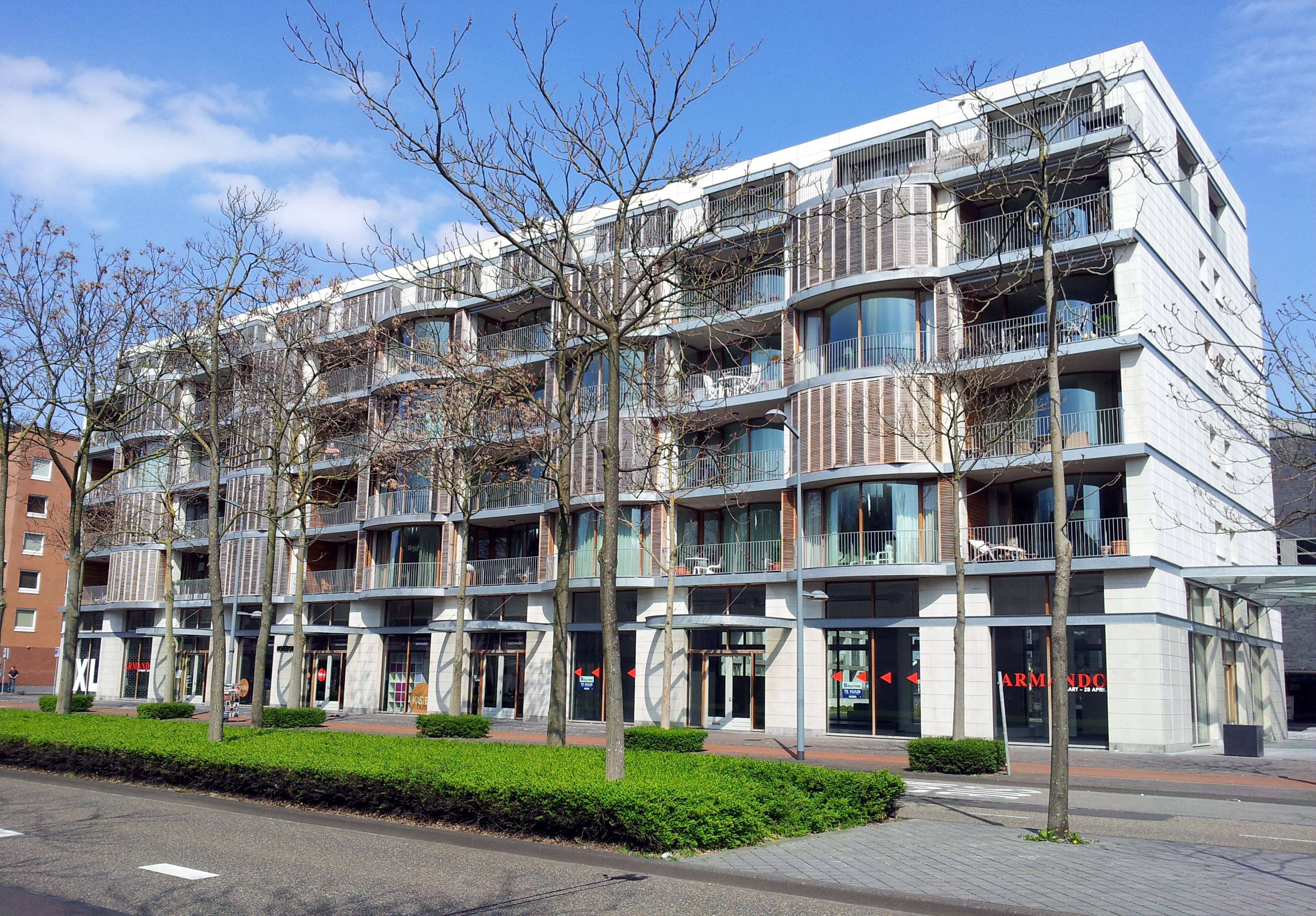
Maastricht, Maison Céramique